# Jack O'Connell
Ne doit pas être confondu avec Jack O'Connell (écrivain).
Pour les articles homonymes, voir O'Connell.
Jack O'Connell, né le 1er août 1990 à Derby, est un acteur britannique.
Il est surtout connu pour avoir tenu le rôle de James Cook, dans les saisons 3, 4 et 7 de la série télévisée britannique Skins. 
Au cinéma, il est révélé par Les Poings contre les murs (2013) et '71 avant d'obtenir le rôle de Louis Zamperini dans Invincible en 2014. 
En 2017, il joue dans la série Godless. En 2022, il incarne le célèbre lieutenant-colonel Paddy Mayne dans la série historique Rogue Heroes consacrée aux exploits des membres du Special Air Service (SAS) durant la Seconde Guerre mondiale. 

## Biographie

### Jeunesse
Jack O'Connell est né à Derby, en Angleterre. Il est le fils de J. Alison (née Gutteridge) et John Patrick O'Connell, qui a travaillé chez Bombardier. Son père était irlandais. Son grand-père maternel, Ken Gutteridge, était un joueur de football professionnel et manager.
Il a étudié à l'école St Benedict's School (en) et au Performing Arts College. Il a fait ses débuts en tant qu'acteur dans le feuilleton Doctors puis a joué Ross Trecot dans quatre épisodes de The Bill.

### Vie privée
Il a fréquenté quelque temps l'actrice Kaya Scodelario, qui tenait notamment, à ses côtés, le rôle d'Effy Stonem dans la série Skins.
En 2012, il était en couple avec Tulisa Contostavlos ; ils ont rompu après seulement trois mois de relation.

## Carrière
Il débute au cinéma en 2006 dans This is England, puis il rejoint le casting des saisons 3, 4 et 7 de Skins, où il tient le rôle de James Cook, un jeune casse-cou charismatique adepte de la provocation. Téméraire et tête brûlée, il n'a pas peur d'enfreindre les règles et est prêt à aller très loin pour obtenir ce qu'il désire.
En 2008, il retrouve Thomas Turgoose, son partenaire dans This is England dans le film Eden Lake où il incarne le très inquiétant Brett qui fera passer une nuit cauchemardesque à Kelly Reilly et Michael Fassbender. L'année suivante, il joue dans le thriller Harry Brown et se retrouve face à l'acteur Michael Caine, au côté du rappeur Plan B.
Puis en 2011, il interprète le personnage d'Eamonn Docherty Jr.dans la série britannique The Runaway (en), pour ce qui est son premier rôle principal dont il est conscient de son importance: « Eamonn est à moitié irlandais, né en Irlande. Je suis à moitié irlandais, donc son histoire fait partie de ce qui m'intéressait » déclare-t-il.  

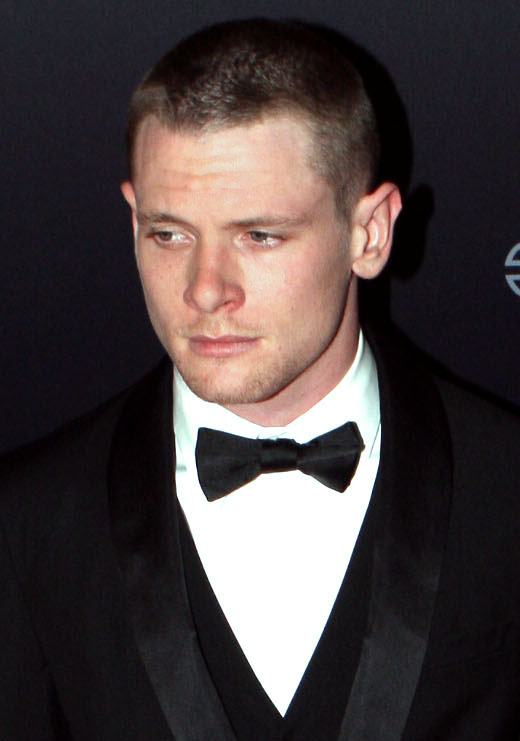
À la première mondiale d’Unbroken, novembre 2014.

En 2013, grâce au film Les Poings contre les murs, il obtient de nombreuses récompenses. L'année suivante, il est le héros du second film d'Angelina Jolie, Invincible adapté de la vie de Louis Zamperini.
En 2015, il est nommé aux Rising Star Awards 2015 décernés par la BAFTA pour le film '71. L'année suivante, il est présent aux côtés de George Clooney et Julia Roberts dans Money Monster de Jodie Foster. Le film est présenté hors-compétition au Festival de Cannes.
En 2017, il joue dans la mini-série Godless et il incarne Jan Kubiš dans HHhH de Cédric Jimenez.
En 2019, il apparait aux côtés de Kristen Stewart dans le biopic Seberg, qui est notamment projeté hors-compétition au Festival du cinéma américain de Deauville et dans La Loi de la jungle (Jungleland) de Max Winkler.
En 2021, il tourne dans la mini-série The North Water. L'année suivante, il incarne de nouveau une personne ayant existé, le lieutenant-colonel Paddy Mayne dans la mini-série de Steven Knight, Rogue Heroes (SAS: Rogue Heroes). Il joue également pour la troisième fois sous la direction d'un réalisateur français, dans L'Amant de Lady Chatterley de Laure de Clermont-Tonnerre.
En 2023, il incarne le pilote automobile Peter Collins dans Ferrari réalisé par Michael Mann.
En janvier 2023, il est annoncé que l'acteur rejoint la distribution du biopic sur Amy Winehouse, Back to Black, pour y interpréter le mari de l'artiste, Blake Fielder-Civil.

## Filmographie

### Cinéma
- 2006 : This Is England de Shane Meadows : Puckey Nicholls
- 2008 : Eden Lake de James Watkins : Brett
- 2009 : Harry Brown de Daniel Barber : Marky
- 2011 : United de James Strong : Bobby Charlton
- 2011 : Weekender (en) de Karl Golden : Dylan
- 2011 : The Somnambulists de Richard Jobson : Un homme
- 2012 : Tower Block de James Nunn et Ronnie Thompson : Kurtis
- 2012 : Private Peaceful (en) de Pat O'Connor : Charlie Peaceful
- 2012 : The Liability de Craig Viveiros : Adam
- 2014 : 300 : La Naissance d'un empire (300 : Rise of an Empire) de Noam Murro : Calisto
- 2014 : Les Poings contre les murs (Starred Up) de David Mackenzie : Eric
- 2014 : '71 de Yann Demange : Gary
- 2015 : Invincible (Unbroken) d'Angelina Jolie : Louis Zamperini
- 2016 : Money Monster de Jodie Foster : Kyle Budwell
- 2017 : HHhH de Cédric Jimenez : Jan Kubiš
- 2017 : Tulip Fever de Justin Chadwick : William
- 2018 : L'Épreuve du feu (Trial by Fire) d'Edward Zwick : Cameron Todd Willingham
- 2019 : Seberg de Benedict Andrews (en) : Jack Solomon
- 2019 : La Loi de la jungle (Jungleland) de Max Winkler : Walter "Lion" Kaminski
- 2021 : Si je t'oublie... je t'aime (Little Fish) de Chad Hartigan : Jude
- 2022 : L'Amant de Lady Chatterley (Lady Chatterley's Lover) de Laure de Clermont-Tonnerre : Oliver Mellors
- 2023 : Ferrari de Michael Mann : Peter Collins
- 2024 : Back to Black de Sam Taylor-Johnson : Blake Fielder-Civil
- 2025 : Sinners de Ryan Coogler : Remmick
- 2025 : 28 Ans plus tard (28 Years Later) de Danny Boyle : Sir Jimmy Crystal
- 2026 : 28 Years Later: The Bone Temple de Nia DaCosta : Sir Jimmy Crystal
- 2026 : Ink de Danny Boyle : Larry Lamb

#### Courts métrages
- 2006 : Black Dog : Chris
- 2009 : Wayfaring Stranger : Bobby Brewer
- 2010 : The Hardest Part : Thug
- 2014 : Shelter : Private Charlie Miller
- 2016 : Home de Daniel Mulloy : Jack

### Télévision

#### Séries télévisées
- 2005 : Doctors : Connor Yates
- 2005 : The Bill : Ross Trescot
- 2007 : Waterloo Road : Dale Baxter
- 2007 : Holby City : Davey Hunt
- 2007 : La Fureur dans le sang (Wire in the Blood) : Jack Norton
- 2009-2013 : Skins : James Cook
- 2009 : Wuthering Heights (en) : Shepherd Lad
- 2010 : Dive (en) : Robert Wisley
- 2011 : The Runaway (en) : Eamonn
- 2017 : Godless : Roy Goode
- 2021 : The North Water : Patrick Summer
- 2022-2025 : Rogue Heroes (SAS : Rogue Heroes) : Paddy Mayne

## Distinctions

### Récompenses
- Festival du film de Hollywood 2014 : Hollywood New Hollywood Award
- Festival international du film de Dublin 2014 : meilleur acteur pour Les Poings contre les murs
- National Board of Review Awards 2014 : meilleur acteur pour Les Poings contre les murs et Invincible
- Chicago Film Critics Association Awards 2014 : meilleur espoir pour Les Poings contre les murs et Invincible
- British Academy Film Awards 2015 : Rising Star Award
- Festival de Cannes 2015 : Trophée Chopard

### Nominations
- Les Arcs Film Festival 2013 : meilleur acteur Les Poings contre les murs
- British Independent Film Awards 2013 : meilleur acteur Les Poings contre les murs
- BAFTA Scotland Awards 2014 : meilleur acteur Les Poings contre les murs
- British Independent Film Awards 2014 : meilleur acteur pour '71
- London Film Critics Circle Awards 2015 : meilleur acteur britannique pour ’71, Les Poings contre les murs et Invincible

## Voix françaises
| - Donald Reignoux dans : - Skins (série télévisée) - Les Poings contre les murs - 300 : La Naissance d'un empire - Godless (série télévisée) - The North Water (mini-série) - Ferrari - Sinners - Valentin Merlet dans : - Invincible - Money Monster - La Loi de la jungle - 28 Ans plus tard | Et aussi - Lazare Herson-Macarel dans This Is England - Christophe Hespel dans Eden Lake - Eilias Changuel dans HHhH - Nicolas Matthys dans Tulip Fever - Sébastien Desjours dans Seberg - Damien Ferrette dans Trial by Fire - Baptiste Caillaud dans L'Amant de lady Chatterley - Emmanuel Gradi dans SAS : Rogue Heroes (série télévisée) - Axel Kiener dans Back to Black |